# NDRG2
NDRG2‏ (NDRG family member 2) هوَ بروتين يُشَفر بواسطة جين NDRG2 في الإنسان.

## الوظيفة
يساهم في تنظيم مسار إشارات Wnt. ينظم التنشيط النسخي بوساطة CTNNB1 للجينات المستهدفة، مثل CCND1، وبالتالي قد يعمل كمثبط للورم. قد يكون متورطا في الخلايا التغصنية وتمايز الخلايا العصبية.

## الحذر
لديه بعض التشابه مع هيدروليزات، لكنه يفتقر إلى ثالوث Ser-His-Asp التحفيزي المحفوظ. ليس له نشاط هيدروليز تجاه p-nitrophenyl butyrate (في المختبر).
هذا الجين هو عضو في عائلة الجينات الخاضعة للتنظيم N-myc والتي تنتمي إلى عائلة alpha / beta هيدروليز superfamily. البروتين المشفر بواسطة هذا الجين هو بروتين سيتوبلازمي قد يلعب دورًا في نمو النيرات. قد يكون هذا الجين متورطًا في تسرطن الورم الأرومي الدبقي. ينتج عن التضفير البديل متغيرات نسخ متعددة.